# اکراه
اکراه یا بیزاری از چیزی، وادار کردن دیگری به انجام یا ترک کاری است که از آن کراهت و بیزاری دارد. تفاوت اصلی اجبار و اکراه در این است که در اکراه اراده شخص سلب نشده و او آزادی و اختیار را دارد ولی نتیجهٔ عدم تبعیت از خواست اکراه‌کننده به‌قدری وخیم است که شخص تسلیم او می‌گردد. در واقع شخص اکراه‌شده فاقد رضایت و شخص مجبور فاقد قصد و اراده است.
در حقوق کیفری اکراه را نوعی «اجبار معنوی بیرونی» هم تعریف می‌کنند. و در کنار جنون، اشتباه و اضطرار از عوامل رافع مسئولیت کیفری به‌شمار می‌آورند

## اکراه در قانون مدنی
ماده ۲۰۲ قانون مدنی اکراه را این‌گونه تعریف کرده است: «اکراه به اعمالی حاصل می‌شود که مؤثر در شخص باشعوری بوده و او را نسبت به جان یا مال یا آبروی خود تهدید کند، به نحوی که عادتاً قابل تحمل نباشد. در مورد اعمال اکراه‌آمیز سن و شخصیت و اخلاق و مرد یا زن بودن شخص باید در نظر گرفته شود»
اگر شخصی در حالت اکراه قراردادی را انجام دهد یا مسئولیتی را بپذیرد با توجه به فقدان رضایت که از شرایط اساسی برای صحت معاملات است مسئولیتی بر او نخواهد بود. ماده ۲۰۳ می‌گوید: «اکراه موجب عدم نفوذ معامله است، اگرچه از طرف شخص خارجی غیر از متعاملین واقع شود».

## اکراه در حقوق کیفری
اکراه در صورت وجود شرایطی موجب معافیت شخص از کیفر می‌شود، در نظام حقوقی ایران این شرایط این‌گونه قالب‌بندی شده‌اند:
- قدرت اکراه‌کننده بر انجام تهدید و جدی بودن تهدید
- ناتوانی اکراه‌شونده از رفع آن
- غیرقانونی بودن تهدید (برای مثال اکراه کردن شخص جاعل به اینکه در صورت تحریف نکردن سند او را به پلیس تحویل خواهد داد رفع مجازات از جاعل نمی‌کند.)
- جرمی که توسط اکراه‌شونده انجام داده می‌شود نباید بیش از آنچه اکراه‌کننده خواسته باشد.